# Isorropodon curtum
Isorropodon curtum is een tweekleppigensoort uit de familie van de Vesicomyidae. De wetenschappelijke naam van de soort is voor het eerst geldig gepubliceerd in 2001 door Cosel & Salas.